# Futsal-Weltmeisterschaft 1989
Die 1. FIFA Futsal-Weltmeisterschaft wurde zwischen dem 5. und 15. Januar 1989 in den Niederlanden ausgetragen. Erster Weltmeister wurde Brasilien, das die Gastgeber Niederlande im Finale mit 2:1 bezwangen.

## Gastgeber und Austragungsorte

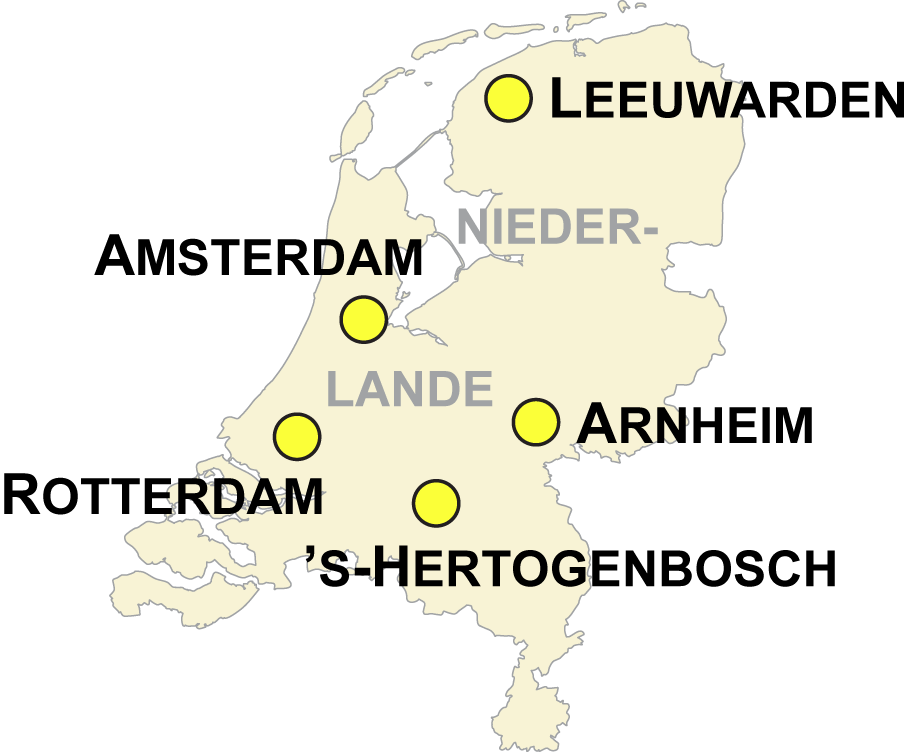
Austragungsorte der Futsal-WM 1989

Die Niederlande wurden als Gastgeber der ersten Hallenfußball-WM unter Schirmherrschaft der FIFA ausgewählt. Der niederländische Fußballverband KNVB feierte 1989 sein 100-jähriges Jubiläum, zudem galten die Niederlande mit etwa 100.000 aktiven Hallenfußballern als eine der Hochburgen der noch jungen Sportart.
Als Austragungsorte wurden die Städte Rotterdam, Arnheim, Amsterdam, ’s-Hertogenbosch und Leeuwarden bestimmt. An allen fünf Austragungsorten herrschte ein traditionell hohes Interesse am Fußball.
- Das Sportpaleis Ahoy' in Rotterdam diente als Schauplatz der Eröffnungsspiele des Turniers. Des Weiteren fanden sechs Partien der Zwischenrunde und die Finalrunde in der bis zu 7.000 Zuschauer fassenden Halle statt.
- In Arnheim diente die Rijnhal als Austragungsort. Vier Vorrunden- und sechs Zwischenrundenspiele fanden in der in den 1970ern erbauten Halle statt. Bis zu 6.500 Zuschauer konnten den Partien beiwohnen.
- Das Sportcentrum Maaspoort in ’s-Hertogenbosch war Schauplatz von sechs Vorrundenpartien. Die 1982 eröffnete Halle bot bis zu 3.500 Zuschauern Platz.
- In Amsterdam wurden in der Sporthal Zuid vor maximal 3.500 Zuschauern sechs Vorrundenpartien ausgetragen.
- Die Frieslandhal in Leeuwarden war Austragungsort von sechs Vorrundenspielen. Die Halle fasste bis zu 4.000 Besucher.

## Teilnehmer
Sämtliche 16 teilnehmenden Nationen wurden von den Organisatoren eingeladen. Neben Gastgeber Niederlanden nahmen weitere fünf Teams aus Europa teil, Südamerika stellte drei Teilnehmer. Aus Afrika, Asien und der CONCACAF-Zone wurden je zwei Teams eingeladen, aus Ozeanien nahm Australien teil.
Für einige Nationen blieb die WM 1989 die bis dato (Stand: 2008) einzige WM-Teilnahme. Algerien, Dänemark und Saudi-Arabien führten nach der WM ihre Futsal-Teams nicht fort, Simbabwe und Kanada meldeten nur für eine der folgenden fünf Weltmeisterschaftsqualifikationen eine Mannschaft.

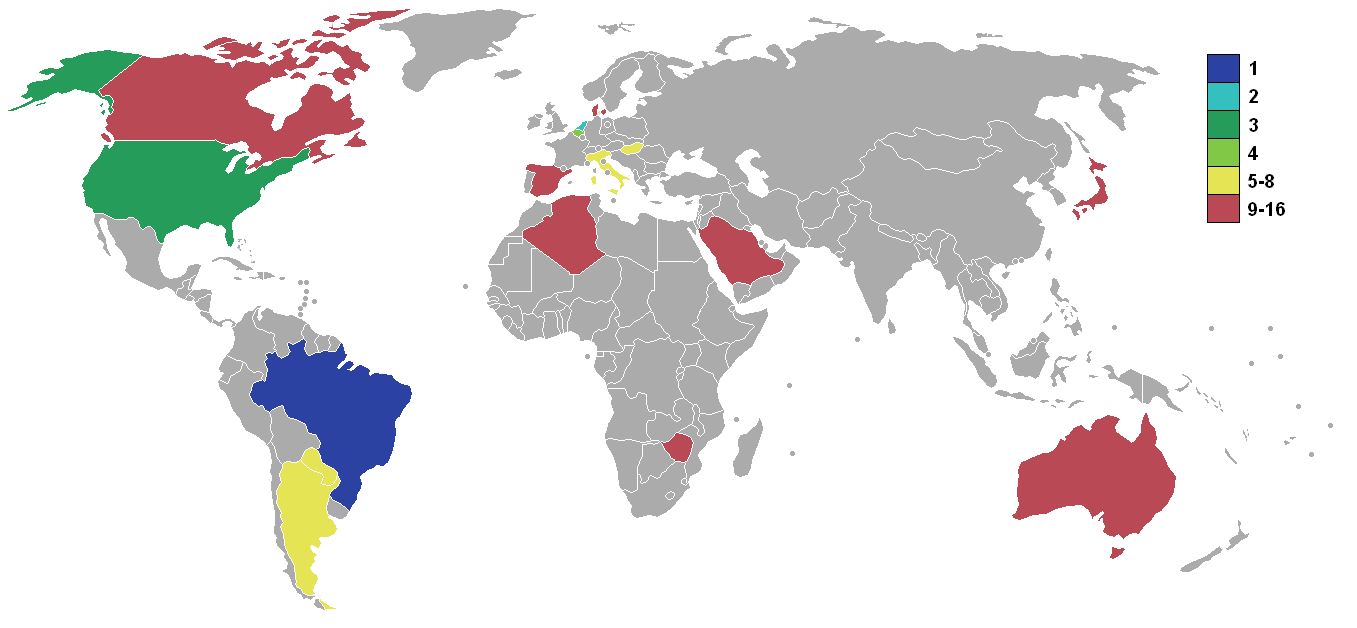
Platzierungen der Teilnehmer

| 6 aus Europa                  | Belgien     | Dänemark      | Italien  | Niederlande |
|                               | Spanien     | Ungarn        |          |             |
| 3 aus Südamerika              | Argentinien | Brasilien     | Paraguay |             |
| 2 aus Nord- und Mittelamerika | Kanada      | USA           |          |             |
| 2 aus Afrika                  | Algerien    | Simbabwe      |          |             |
| 2 aus Asien                   | Japan       | Saudi-Arabien |          |             |
| 1 aus Ozeanien                | Australien  |               |          |             |

## Vorrunde

### Gruppe A
| Do, 5. Januar 1989, 20:15 Uhr in Rotterdam |   |          |           |
| Niederlande                                | – | Dänemark | 4:2 (1:0) |
| Do, 5. Januar 1989, 21:15 Uhr in Rotterdam |   |          |           |
| Paraguay                                   | – | Algerien | 5:0 (4:0) |
| Sa, 7. Januar 1989, 19:30 Uhr in Amsterdam |   |          |           |
| Dänemark                                   | – | Paraguay | 2:2 (0:1) |
| Sa, 7. Januar 1989, 21:00 Uhr in Amsterdam |   |          |           |
| Niederlande                                | – | Algerien | 4:1 (3:1) |
| So, 8. Januar 1989, 14:30 Uhr in Arnheim   |   |          |           |
| Niederlande                                | – | Paraguay | 2:2 (1:1) |
| So, 8. Januar 1989, 14:30 Uhr in Amsterdam |   |          |           |
| Dänemark                                   | – | Algerien | 8:4 (2:1) |

### Gruppe B
| Fr, 6. Januar 1989, 19:15 Uhr in Leeuwarden       |   |               |            |
| Ungarn                                            | – | Brasilien     | 3:2 (1:2)  |
| Fr, 6. Januar 1989, 20:30 Uhr in Leeuwarden       |   |               |            |
| Saudi-Arabien                                     | – | Spanien       | 2:8 (2:5)  |
| Sa, 7. Januar 1989, 19:30 Uhr in ’s-Hertogenbosch |   |               |            |
| Brasilien                                         | – | Saudi-Arabien | 8:0 (3:0)  |
| Sa, 7. Januar 1989, 21:00 Uhr in ’s-Hertogenbosch |   |               |            |
| Ungarn                                            | – | Spanien       | 3:5 (1:2)  |
| So, 8. Januar 1989, 14:30 Uhr in Leeuwarden       |   |               |            |
| Ungarn                                            | – | Saudi-Arabien | 11:2 (7:0) |
| So, 8. Januar 1989, 14:30 Uhr in ’s-Hertogenbosch |   |               |            |
| Brasilien                                         | – | Spanien       | 4:1 (2:0)  |

### Gruppe C
| Fr, 6. Januar 1989, 19:45 Uhr in ’s-Hertogenbosch |   |             |           |
| Japan                                             | – | Belgien     | 0:3 (0:1) |
| Fr, 6. Januar 1989, 21:00 Uhr in ’s-Hertogenbosch |   |             |           |
| Kanada                                            | – | Argentinien | 1:3 (0:2) |
| Sa, 7. Januar 1989, 18:00 Uhr in Leeuwarden       |   |             |           |
| Belgien                                           | – | Kanada      | 2:0 (2:0) |
| Sa, 7. Januar 1989, 19:15 Uhr in Leeuwarden       |   |             |           |
| Japan                                             | – | Argentinien | 1:2 (0:2) |
| So, 8. Januar 1989, 15:45 Uhr in Leeuwarden       |   |             |           |
| Japan                                             | – | Kanada      | 2:6 (1:2) |
| So, 8. Januar 1989, 15:45 Uhr in ’s-Hertogenbosch |   |             |           |
| Belgien                                           | – | Argentinien | 3:1 (1:0) |

### Gruppe D
| Fr, 6. Januar 1989, 19:30 Uhr in Amsterdam |   |            |           |
| Italien                                    | – | Simbabwe   | 5:1 (3:0) |
| Fr, 6. Januar 1989, 21:00 Uhr in Amsterdam |   |            |           |
| USA                                        | – | Australien | 1:1 (0:0) |
| Sa, 7. Januar 1989, 19:30 Uhr in Arnheim   |   |            |           |
| Simbabwe                                   | – | USA        | 1:5 (0:3) |
| Sa, 7. Januar 1989, 20:45 Uhr in Arnheim   |   |            |           |
| Italien                                    | – | Australien | 6:1 (3:0) |
| So, 8. Januar 1989, 15:45 Uhr in Arnheim   |   |            |           |
| Italien                                    | – | USA        | 1:4 (0:2) |
| So, 8. Januar 1989, 15:45 Uhr in Amsterdam |   |            |           |
| Simbabwe                                   | – | Australien | 1:4 (0:1) |

## Zwischenrunde

### Gruppe 1
| Di, 10. Januar 1989, 19:45 Uhr in Rotterdam |   |         |           |
| Niederlande                                 | – | Ungarn  | 3:3 (3:1) |
| Di, 10. Januar 1989, 21:00 Uhr in Arnheim   |   |         |           |
| Belgien                                     | – | Italien | 5:1 (2:1) |
| Mi, 11. Januar 1989, 19:45 Uhr in Rotterdam |   |         |           |
| Ungarn                                      | – | Belgien | 2:2 (0:1) |
| Mi, 11. Januar 1989, 21:00 Uhr in Arnheim   |   |         |           |
| Niederlande                                 | – | Italien | 4:1 (3:1) |
| Do, 12. Januar 1989, 19:45 Uhr in Rotterdam |   |         |           |
| Ungarn                                      | – | Italien | 1:3 (1:2) |
| Do, 12. Januar 1989, 19:45 Uhr in Arnheim   |   |         |           |
| Niederlande                                 | – | Belgien | 1:2 (1:1) |

### Gruppe 2
| Di, 10. Januar 1989, 19:45 Uhr in Arnheim   |   |             |           |
| Brasilien                                   | – | Paraguay    | 5:1 (3:0) |
| Di, 10. Januar 1989, 21:00 Uhr in Rotterdam |   |             |           |
| USA                                         | – | Argentinien | 3:1 (0:1) |
| Mi, 11. Januar 1989, 19:45 Uhr in Arnheim   |   |             |           |
| Paraguay                                    | – | USA         | 0:2 (0:1) |
| Mi, 11. Januar 1989, 21:00 Uhr in Rotterdam |   |             |           |
| Brasilien                                   | – | Argentinien | 6:3 (2:0) |
| Do, 12. Januar 1989, 21:00 Uhr in Rotterdam |   |             |           |
| Brasilien                                   | – | USA         | 3:5 (0:2) |
| Do, 12. Januar 1989, 21:00 Uhr in Arnheim   |   |             |           |
| Paraguay                                    | – | Argentinien | 4:3 (1:2) |

## Finalrunde

### Halbfinale
| 14. Januar 1989 | Rotterdam | Belgien | – | Brasilien   |  | 6:8 n.S. (3:3,1:1,1:0) |
| 14. Januar 1989 | Rotterdam | USA     | – | Niederlande |  | 1:2 (0:1)              |

### Spiel um Platz 3
| 15. Januar 1989 | Rotterdam | Belgien | – | USA |  | 2:3 n. V. (2:2,2:1) |

### Finale
| 15. Januar 1989 | Rotterdam | Brasilien | – | Niederlande |  | 2:1 (1:0) |

## Der Weltmeister
Topfavorit Brasilien hatte am Anfang in der Gruppe B Startprobleme. Sensationell hatte Brasilien gegen Ungarn mit 2:3 verloren. Erst nach der Niederlage kam der Express in die Gänge, sie schlugen Saudi-Arabien mit 8:0 und Spanien mit 4:1. In der zweiten Gruppenphase überrannten sie Paraguay mit 5:1 und erlangten einen 6:3-Sieg gegen Argentinien. Brasilien spielte lediglich um den Gruppensieg gegen die USA, die ebenfalls bereits zwei Siege auf dem Konto hatten. Überraschend kassierten die Brasilianer die zweite Niederlage im Turnier, mit einem 5:3-Sieg wird das US-Team Gruppensieger. Im Halbfinale spielten die Südamerikaner gegen Belgien, die in ihrer Gruppe den Gastgeber schlagen konnten. Nach Verlängerung stand es gegen Belgien 3:3. Nun musste das Sechsmeterschießen entscheiden, das die Südamerikaner mit 5:3 gewannen. Im Endspiel traf man auf den Gastgeber Niederlande vor 4.200 Zuschauer. Benatti erzielte die Führung zu Beginn für Brasilien, die Niederländer durch Loosveld den Ausgleich. Doch in der 46. Spielminute erzielte Raul die 2:1-Führung, die sie nicht mehr abgaben. Brasilien wurde der erste Futsal-Weltmeister.

## Beste Torschützen
| Rang | Spieler          | Tore |
| ---- | ---------------- | ---- |
| 1    | László Zsadányi  | 7    |
| 2    | Mihály Borostyán | 6    |
|      | Sérgio Benatti   | 6    |
|      | Peter Vermes     | 6    |
|      | Rudi Schreuers   | 6    |
|      | Victor Hermans   | 6    |

## Auszeichnungen
Mit dem Goldenen Ball für den besten Spieler des Turniers wurde der Niederländer Victor Hermans ausgezeichnet. Ein Silberner bzw. Bronzener Ball wurden nicht vergeben. Als bester Torjäger des Turniers erhielt der Ungar Laszlo Zsadany (7 Tore) den Goldenen Schuh. Den Fair-Play-Preis gewann die Mannschaft der USA. Im Technischen Bericht wird noch der Belgier Johan Lamotte als Bester Torhüter sowie ein All-Star-Team ausgewiesen.
| FIFA All-Star-Team                                                   |
| -------------------------------------------------------------------- |
| Johan Lamotte (Tor) Rudi Schreurs Victor Hermans Sérgio Benatti Raul |